# Novica Bjelica

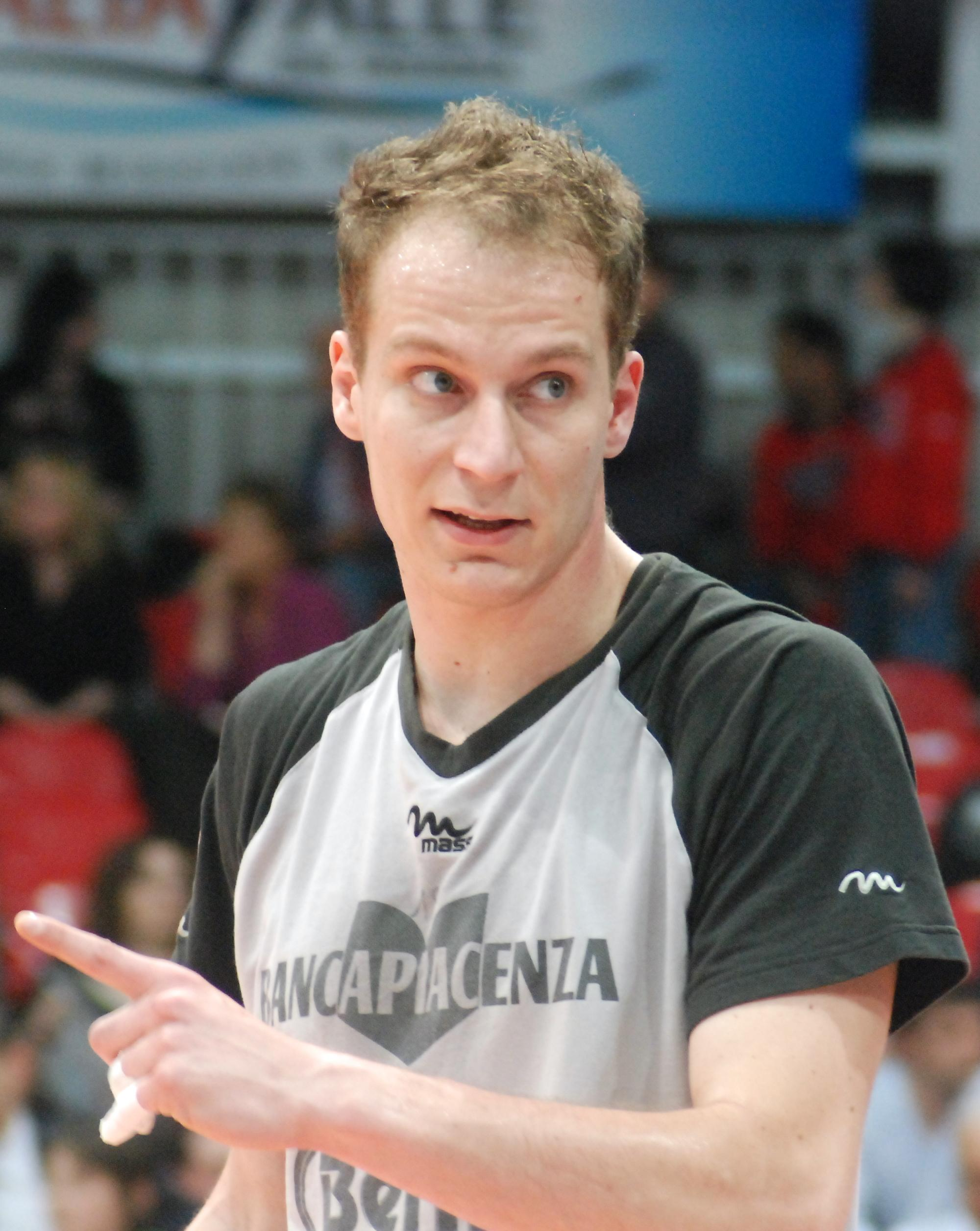
Novica Bjelica zawodnikiem Copra Berni Piacenza w sezonie 2008/2009

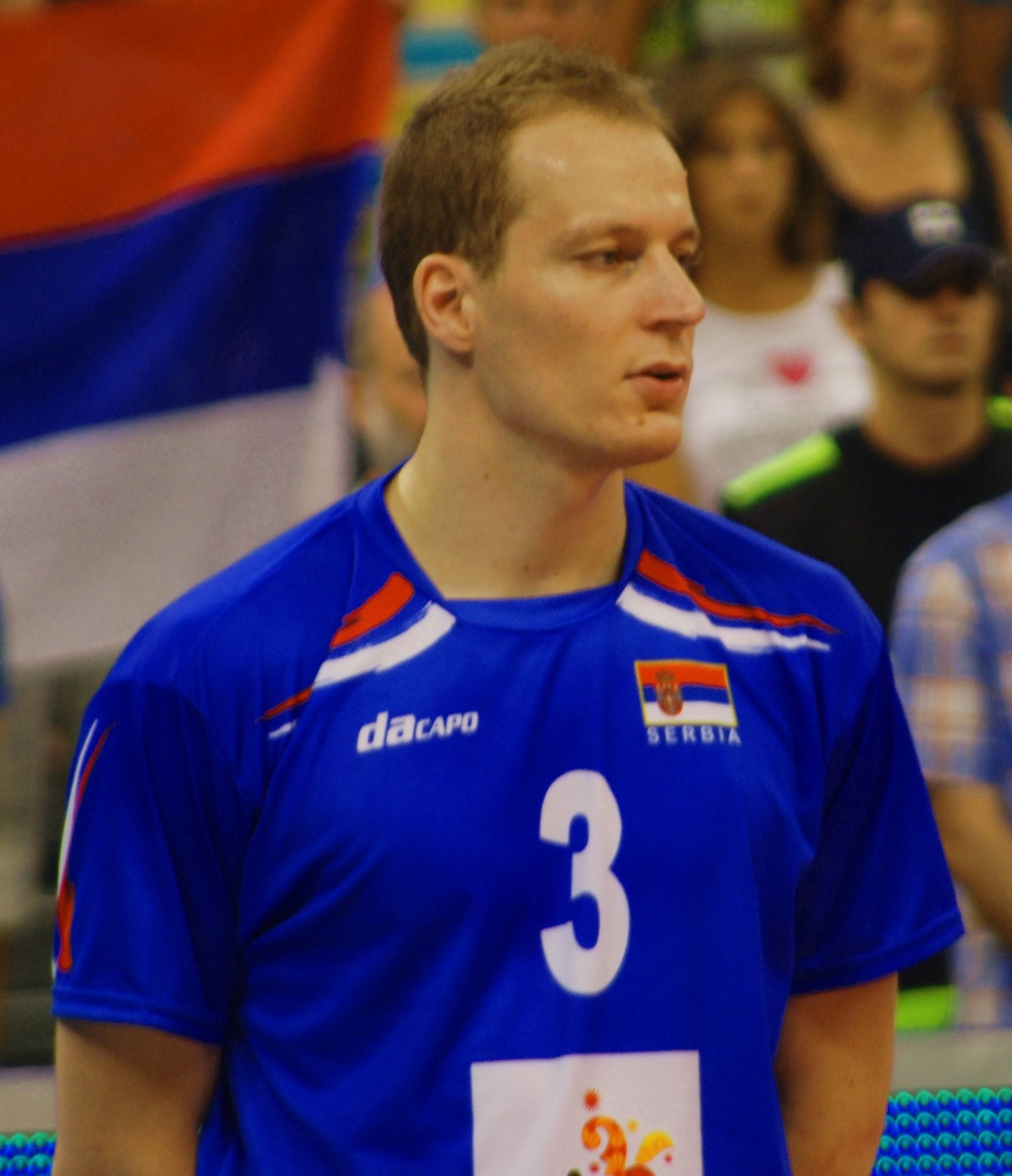
Novica Bjelica reprezentantem Serbii w 2009 roku

Novica Bjelica, (serbs. Новица Бјелица; ur. 9 lutego 1983 w Puli) – urodzony w Chorwacji siatkarz, reprezentacji Serbii, grający na pozycji środkowego. Wybrany do najlepszej drużyny świata 2009 roku według magazynu "L'Équipe". 

## Przebieg kariery
| Lata                      | Klub                     |
| ------------------------- | ------------------------ |
| 2003–2004                 | Budućnost Podgorica      |
| 2004–2007                 | Maggiora Latina          |
| 2007–2010                 | Copra Berni Piacenza     |
| 2010–2011                 | Sisley Treviso           |
| 2011–2012                 | M. Roma Volley           |
| 2012–2013                 | Fenerbahce Stambuł       |
| 2013–2014                 | Minas Tênis Clube        |
| 2014–2015                 | Budvanska Rivijera Budva |
| 2015                      | El Jaish SC              |
| 2015–2018                 | Stade Poitevin Poitiers  |
| 2018–2019                 | Ahmedabad Defenders      |
| 2020–2020 (od 13.01.2020) | PAOK Saloniki            |
| 2021–2024                 | OK Partizan Belgrad      |

## Sukcesy klubowe
Liga Mistrzów:
- 2008

Liga włoska:
- 2009
- 2008

Superpuchar Włoch:
- 2009

Puchar CEV:
- 2011

Superpuchar Turcji:
- 2012

Klubowe Mistrzostwa Ameryki Południowej:
- 2014

Puchar Czarnogóry:
- 2015

Liga czarnogórska:
- 2015

Puchar Serbii:
- 2022[3], 2023

Superpuchar Serbii:
- 2022[4]

Liga serbska:
- 2023[5]
- 2024[6]
- 2022

## Sukcesy reprezentacyjne
Serbia i Czarnogóra
Liga Światowa:
- 2003, 2005
- 2004

Puchar Świata:
- 2003

Mistrzostwa Europy:
- 2005

Serbia
Liga Światowa:
- 2008, 2009

## Nagrody indywidualne
- 2022: MVP turnieju finałowego Pucharu Serbii[7]